# Partito Pirata (Islanda)
Il Partito Pirata (in islandese: Píratar) è un partito politico islandese fondato nel 2012.
Sostiene la democrazia diretta, la riforma del diritto d'autore, e la libertà di informazione.

## Storia
Il partito si è presentato per la prima volta alle elezioni parlamentari in Islanda del 2013, ottenendo il 5,1% e 3 seggi al Parlamento. Nel marzo 2015 secondo i sondaggi era il primo partito d'Islanda, al 23,9%: nella storia dell'Islanda aveva sempre primeggiato il Partito dell'Indipendenza, che questa volta era dietro al Partito Pirata dello 0,5%. Dopo lo scandalo Panama Papers, nell'aprile 2016 la percentuale si alzò al 43%, con il Partito dell'Indipendenza allo 21.6%. Tutti i Partiti Pirata e lo stesso Rickard Falkvinge accolsero con gioia questi risultati. Nonostante questi dati che facevano pensare ad un'assurda ipotetica vittoria del Partito Pirata, alle elezioni del 29 Ottobre 2016 il Píratar prese il 14,48% dei voti per un totale di 10 seggi su 63, dietro solamente ai Verdi (15,31%) e al Partito dell'Indipendenza (29,00%).

## Segretari
- Birgitta Jónsdóttir
- Eva Lind Þuríðardóttir
- Helgi
- Björn Þór Jóhannesson
- Jason Scott Katz

## Risultati elettorali
| Elezione          | Voti   | %     | Seggi   |
| ----------------- | ------ | ----- | ------- |
| Parlamentari 2013 | 9.647  | 5,10  | 3 / 63  |
| Parlamentari 2016 | 27.449 | 14,48 | 10 / 63 |
| Parlamentari 2017 | 18.051 | 9,20  | 6 / 63  |
| Parlamentari 2021 | 17.234 | 8,6   | 6 / 63  |